# Biesiada widm
Biesiada widm (fr. Les mille et un fantômes) – zbiór opowiadań grozy autorstwa Aleksandra Dumasa opublikowany po raz pierwszy w 1849 roku, formą nawiązujący do Dekameronu Giovanniego Boccaccia.
Polski tytuł alternatywny : 1001 opowieści o duchach: Jeden dzień w Fontenay-aus-Roses.

## Tematyka
Główny bohater w czasie polowania przyjeżdża do niewielkiego miasteczka, gdzie jest świadkiem w sprawie morderstwa. Wraz z innymi świadkami oczekuje na wynik postępowania śledczego w domu mera. Starając się umilić sobie czas oczekiwania każdy z zebranych opowiada niezwykłą historię ze swojego życia. Opowieści mówią o duchach, wampirach i innych niewiarygodnych zjawiskach.

## Postacie
- Aleksander Dumas (narrator):

„(...) autor dramatyczny, dwadzieścia siedem lat, zamieszkały w Paryżu”
- Jan Piotr Ledru: mer gminy Fontenay-aux-Roses

- Jan Ludwik Alliette pseud. Etteilla: literat

„Twierdzi, że pochodzi z ich rodu i jak oni posiada tajemnicę eliksiru życia. Zapytany o swój wiek rzeczywisty, podaje dwieście siedemdziesiąt pięć lat. Żył początkowo przez sto lat — od panowania Henryka II do Ludwika XIV — w zupełnym zdrowiu. Następnie, choć rzekomo zmarł w oczach pospólstwa, żył dzięki swej tajemnicy przez trzy dalsze okresy, po pięćdziesiąt lat każdy. W chwili obecnej rozpoczyna czwarty, ma więc tylko lat dwadzieścia pięć. Ubiegłe dwieście pięćdziesiąt lat liczy się jedynie jako wspomnienie. W ten sposób będzie żył — i mówi to głośno — aż do Sądu Ostatecznego. W wieku XV spalono by go i niesłusznie. Dziś poprzestają na tym, że go żałują, również niesłusznie. Alliette to najszczęśliwszy w świecie człowiek. Rozprawia wciąż o taroku, kartach, czarach, wiedzy egipskiej Thota, tajemnicach Izydy. Na wszystkie owe tematy pisze broszury pod pseudonimem a raczej anagramem Etteilla. Broszur tych nikt nie czyta, ale za to je wydaje pewien zwariowany jak i on księgarz. Ma zawsze w kapeluszu mnóstwo tych pisemek.” „Ubranie miał zatłuszczone, zakurzone, wytarte, pełne plam. Kapelusz o rondzie lśniącym, niczym lakierowana skóra, rozszerzał się niepomiernie ku górze. Spodnie krótkie, czarne, z grubego sukna, pończochy czarne, zrudziałe, a trzewiki zaokrąglone, jakie nosili królowie, za których panowania rzekomo przyszedł na świat. Jeśli chodzi o wygląd zewnętrzny, był to człowiek gruby, krępy, o twarzy sfinksa, przekrwionej, szerokich bezzębnych ustach skrzywionych głębokim grymasem. Włosy miał rzadkie, długie i żółte, rozwiewające się na kształt aureoli wokół jego głowy.”
- Piotr Józef Moulle

„(...) lat sześćdziesiąt jeden, duchowny, przynależny do kościoła Saint-Sulpice” „Jak pan widzi, jest tak schludny i staranny, jak Alliette niedbały, niechlujny i brudny. To światowiec w najwyższym stopniu, bardzo ustosunkowany w sferach arystokratycznych. Udziela ślubów synom i córkom parów Francji i przy tej sposobności wygłasza przemówienia, które potem rodziny nowożeńców drukują i pieczołowicie przechowują. Ksiądz Moulle omal nie został biskupem w Clermont. A wie pan, co mu za- szkodziło? Że swego czasu przyjaźnił się z Cazotte'em. Tak jak Cazotte, wierzy on w istnienie duchów wyższych i niższych, dobrych i złych geniuszów. Podobnie jak Alliette, kolekcjonuje książki. Znajdzie pan tam wszystko, co napisano o widzeniach i zjawach, o widmach, larwach i upiorach. Rozprawia niechętnie — czasem tylko wśród przyjaciół — o wszystkich tych rzeczach, które bynajmniej nie są prawowierne, lecz, mimo to, jest człowiekiem głębokiej wiary i dyskretnym. Wszystkie niezwykłe wydarzenia na świecie przypisuje mocy piekielnej bądź też interwencji duchów niebiańskich. ”
- Kawaler Lenoir: założyciel muzeum     Petits-Augustins
- Doktor Robert

„Człowiek ten przez całe życie eksperymentował na mechanizmie ludzkim, jakby to był manekin, nie domyślając się nawet, że ten mechanizm posiada duszę, zdolną rozumieć cierpienia, oraz nerwy, aby je odczuć. Oddany uciechom życia, wyprawił mnóstwo ludzi na tamten świat. Na szczęście dla siebie, nie wierzy w duchy. Umysł przeciętny, który uważa się za dowcipnego, gdyż jest hałaśliwy, i za filozofa, bo jest ateistą.”
- Pani Gregoriska: Polka,     urodzona w Sandomierzu

„Kobieta była w czerni.”
„(...) zauważyłem już, że jest blondynką. Promień słońca, przedzierając się przez listowie lip, igrał na jej włosach, tworząc złotą aureolę. Z bliska stwierdziłem, że ich delikatność mogłaby rywalizować z jedwabistością nitek babiego lata, jakie pierwszy podmuch jesieni odrywa od szaty Marii Panny. Przechyliwszy szyję — może nieco za długą, choć i w tym kryło się wiele powabu i wdzięku, jeśli już nie piękna — kobieta wsparła głowę na prawej ręce, łokieć jej spoczywał na poręczy krzesła. Lewa ręka zwisała bezwładnie, a koniuszki wysmukłych palców trzymały białą różę. Łabędzia krągłość szyi, zgięta ręka, zwisające ramię, miały matową biel marmuru z Paros, nie prześwietloną ani jedną żyłką, która by pulsowała podskórnie. W więdnącej róży było więcej barwy i życia niż w ręce, która ją trzymała.”
„Była to kobieta trzydziestodwuletnia, niegdyś cudownie piękna, bo teraz policzki jej zapadły, a cera pobladła.”
- Pan Cousin: komisarz policji

## Fabuła
Główny bohater przyjeżdża, na zaproszenie przyjaciela do Fontenay-aux-Roses pierwszego września 1831 roku, aby otworzyć sezon polowań. Następnego dnia jest świadkiem wstrząsającego zdarzenia; mężczyzna z zakrwawionymi rękoma przychodzi pod dom pana Ledru – urzędującego mera i przyznaje się do morderstwa żony. Mer z początku niedowierza słowom Jacquemin'a, jednak kamieniarz na dowód pokazuje swoje ręce. Przybywają żandarmi, komisarz policji oraz lekarz. Ten ostatni podejrzewa, że Jacquemin mówił to pod wpływem chwilowej halucynacji i proponuje udanie się do domu domniemanego mordercy. Kamieniarz odpowiada na propozycje histerią i pyta pana Ledru czy ten wierzy, że głowa odcięta od tułowia może mówić. Ten blednie i wydaje z siebie okrzyk. Po chwili daje odpowiedź twierdzącą. Jacquemin zgadza się na pójść pod warunkiem, że mer będzie mu cały czas towarzyszyć. Zabiera zgromadzonych do swojej piwnicy. Na miejscu leży dwuręczny miecz, który Jacquemin zabrał kiedyś z Muzeum Artylerii. Na klindze znajduje się krew. Na podłodze spoczywa pozbawione głowy ciało, głowa sterczy w worku z wapnem. Komisarz zarządza spisanie protokołu. Morderca opowiada o swojej zbrodni. 
Pewnego dnia naszła go myśl o zabiciu żony, rozważał ją cały miesiąc, w końcu słowo kolegi przeważyło (nie chce jednak wyznać o jakie słowo chodziło). Zlecił żonie przygotowanie obiadu i powiedział, że pójdzie z kolegami pograć w kręgle. Kiedy kobieta wyszła na zakupy, schował się w piwnicy z szablą. Niedługo potem małżonka wróciła i udała się do piwnicy po wino. Kiedy uklękła obok beczki uciął jej głowę. Morderca postanowił zakopać jej ciało w piwnicy. Przygotował worek po gipsie, żeby nie zostało śladów krwi. Chciał chwycić głowę, ale to ona pochwyciła jego i ugryzła go w palec. Postawił głowę na worku z gipsem i próbował uwolnić dłoń, wtedy jej wargi poruszyły się mówiąc „Nędzniku, byłam niewinna…”. 
Doktor nie wierzy w prawdziwość zeznania. Mer nakazuje zabrać zbrodniarza do więzienia i zaprasza Dumas’a do siebie, aby podpisał protokół.
Godzinę później przybywa do pana Ledru. Ten oprowadza go po swoim domu, który niegdyś należał do Scarrona, a także przedstawia swoich gości: pana Alietta, księdza Moulle, kawalera Lenoire i doktora Roberta. Prosi też by odszukał i przyprowadził tajemniczą kobietę z ogrodu. Owa dama jest ubrana w czerń i jak zauważa narrator nadzwyczaj blada. Razem udają się do jadalni. U pana Ledru obowiązuje tradycja obiadów czwartkowych dla przyjaciół, zawsze z tym samym menu. Podczas posiłku przybywa komisarz i doktor. Funkcjonariusz przynosi protokół do podpisania. Na papierze widnieje krwawa plama. Dumas pyta o nią. Komisarz mówi, że to krew ze zranionej ręki zabójcy i nie można jej zatamować. Biesiadnicy rozprawiają o tym czy to możliwe by głowa przemówiła. Pan Ledru zaczyna swą opowieść.
Opisuje egzekucje Charlotty Corday; jeden z pomocników katowskich chwycił jej odciętą głowę i spoliczkował. Jej twarz oblała się rumieńcem. Mężczyzna został za ten czyn skazany na więzienie. Ledru zapytał go dlaczego to uczynił. Ten zaś odpowiedział, że chciał jej wymierzyć sprawiedliwość w swoim imieniu. Mówi też, że nie zbezcześcił jej śmierci, ponieważ widział, jak głowy skazańców przewracają oczami i zgrzytają zębami jeszcze pięć minut po egzekucji. Ledru postanawia to zbadać. Kiedy wraca wieczorem do swojego mieszkania dobiega go krzyk. Biegnie w jego kierunku. W blasku księżyca dostrzega kobietę szamocącą się z patrolem sankiulotów. Ta spostrzegłszy go, rzuca się w jego kierunku i zwracając się do niego per Albert, prosi o potwierdzenie, że jest córką praczki. Patrolujący grożą, że zabiorą ją do kordegardy, ponieważ nie ma karty obywatelskiej. Ledru ratuje ją z opresji. Odprowadzając kobietę do domu, pyta o jej prawdziwe pochodzenie. Ta opisuje pokrótce swoją sytuację, jednak odmawia podania prawdziwego imienia. Ledru postanawia pomóc kobiecie i jej ojcu w ucieczce do Londynu. Po dwóch tygodniach Solange otrzymuje list od ojca informujący o jego dotarciu do Anglii. Sama jednak postanawia zostać we Francji, ponieważ zakochała się w ”Albercie”. Para romansuje przez trzy miesiące. W tym czasie Ledru prowadzi badania dotyczące możliwości życia organizmu po egzekucji. Materiału badawczego jest aż nadto – egzekucje osiągają maksimum. Pewnego dnia Solange otrzymuje rozpieczętowany list od ojca, kochankowie niepokoją się. Dzień później pomocnik katowski przynosi worek z ciałem do kostnicy, w której prace prowadzi Ledru. Jest późno, wszyscy opuszczają cmentarz, mężczyzna wiedziony dziwnym przeczuciem zostaje. Nagle wydaje mu się, że słyszy szept - ,,Albercie”. Jest przerażony, bowiem tylko jedna osoba zwraca się do niego w ten sposób. Głos dobiega z wnętrza worka. Wsuwa tam rękę i wydaje mu się, że dotykają ją jeszcze ciepłe wargi. Ogarnia go groza, jednak wyciąga zawartość worka i kładzie ją na stole. Wydaje okrzyk – okazuje się, że to głowa Solange. Zrozpaczony wykrzykuje kilkakrotnie jej imię. Po trzecim okrzyku oczy jej rozwierają się i spoglądając na Ledru ronią łzy, potem zamykają się na zawsze. Mężczyzna zrywa się oszalały do ucieczki, zahacza o stół i razem z nim przewraca się. Leżąc na podłodze ma wrażenie, że głowa zsuwa się ku niemu, a wargi dotykają jego ust. Przeszywa go dreszcz i mdleje. Nazajutrz grabarze znajdują go równie zimnego, jak płyty na których leżał. Solange, zdemaskowaną na podstawie listu ojca, aresztowano, skazano i stracono tego właśnie dnia.
Opowieść pana Ledru wstrząsa biesiadnikami. Doktor jednak uważa, że sytuacja z głową to tylko halucynacja mera. Rozpoczyna opowiadać o historii pewnego lekarza-Anglika.
Doktor Sympson był związany z najważniejszymi osobistościami w mieście. Jedną z tych osób był sędzia, stały pacjent lekarza. Z dnia na dzień nikł w oczach, chociaż na pozór nic nie zakłócało czynności jego organizmu. W końcu pewnego dnia sędzia ujawnia przyczynę swojego stanu – szaleństwo. Opowiada o ostatnim procesie w którym skazał na śmierć szkockiego bandytę. Dzień po wykonaniu wyroku odwiedził go kat i oznajmił, iż bandyta przed śmiercią rzucił jakieś zaklęcia, skierowane przeciwko sędziemu, mówiąc że nazajutrz o godzinie szóstej – godzinie jego egzekucji – da mu o sobie znać. Sędzia spodziewał się jakiejś zbrojnej napaści ze strony jego wspólników, jednak z wybiciem owej godziny w jego gabinecie pojawia się czarno-rudy kot. Nikt poza sędzią go nie widzi. Służba myśli, że ich pan zwariował. Sytuacja powtarza się, aż trzydziestego dnia zwierzę nie pojawia się. Sędzia raduje się, jednak następnego wieczora zamiast kota pojawia się u niego następna zjawa – w postaci urzędnika sądowego. Po miesiącu widmo znika. Kolejnego dnia o szóstej sędziego nawiedza szkielet. Mężczyzna jest przerażony i źle sypia. Oznajmia doktorowi, że kościotrup pojawia się u niego już dwadzieścia dni. Sympson postanawia spróbować pewnego fortelu w dniu następnym. Niestety plan nie wypala i sędzia znów widzi szkielet. Zrezygnowany doktor radzi mu, aby zajął się spisywaniem testamentu. Po dziewięciu dniach sędzia umiera. Dzieje się to dokładnie w trzy miesiące po egzekucji bandyty.
Ledru pyta, czego ta historia dowodzi według doktora. Ten odpowiada, że dowodzi tego, iż organy przekazujące mózgowi bodźce mogą działać nieprawidłowo na skutek jakiś przyczyn. Przekazują więc umysłowi niewłaściwy obraz i człowiek widzi przedmioty lub słyszy dźwięki, które nie istnieją. Kawaler Lenoir zadaje mu jednak pytanie co z przypadkami w których proroctwa się spełniają bądź pewne rzeczy, jak ciosy widm zostawiają ślad. Opowiada o zdarzaniu, którego był świadkiem.
W 1793 roku został mianowany dyrektorem Muzeum Pomników Francji i jako taki asystował przy ekshumacji zwłok w opactwie Saint-Denis. Kiedy lud zniszczył pięćdziesiąt jeden grobów królewskich, rząd postanowił uregulować tę sprawę – przetrząsnąć grobowce na własny rachunek. Wykopano na cmentarzu wielki dół – miały tam trafić wszystkie monarsze szczątki. Mianowano Lenoira inspektorem wykopalisk. Najpierw wyciągnięto trumnę Henryka IV, jego ciało zachowało się nadzwyczajnie. Widząc je wszystkich ogarnęło wzruszenie, Kawaler kazał oprzeć trupa o jedną z kolumn, tak by każdy mógł go obejrzeć. Przez kilka dni ludzie udawali się w procesję do ciała, zupełnie jak do relikwiarza. Klękano, całowano jego płaszcz, dotykano rąk – oddawano cześć. W środę 16 października ścięto Marię Antoninę. Jeden z robotników, wróciwszy z jej egzekucji zbliżył się do ciała króla i rzekł: - Jakim prawem stoisz tu spokojnie, kiedy na placu Rewolucji ucina się królom głowy? Po czym spoliczkował ciało, które momentalnie upadło na podłogę z łoskotem. Natychmiast zewsząd rozległy się krzyki zgromadzonych przy ciele ludzi. Obelga ta w stosunku do Henryka IV, dobrotliwego króla, była jak policzek wymierzony ludowi. Lenoir przepędził go z kaplicy i zwolnił, jednak krzyki i groźby ścigały nędznego robotnika aż na ulicę. Lękając się powtórzenia sytuacji Lenoir nakazał zanieść ciało monarchy do wspólnego dołu. Zamiast cisnąć trupa, tak jak innych, spuszczono go ostrożnie i przykryto warstwą ziemi, nie wapna. W nocy na cmentarzu został tylko dozorca. O północy usłyszał od strony dołu krzyki wzywające pomocy. Zawiadomił Lenoira. Udali się w tamtą stronę razem. Wśród szczątków i wapna dostrzegli szamocącego się człowieka. Wydobyli go z trudem. Okazało się, że to ten sam robotnik, który spoliczkował króla. Miał złamaną nogę i rękę. Wypytywany przez Lenoira opowiedział co się stało; zwolnienie z pracy niezbyt go obeszło, miał pieniądze, poszedł więc do szynku. Jednak gospodarz dowiedziawszy się co uczynił wyrzucił go stamtąd. Sytuacja powtórzyła się w garkuchni, wypędzono go również z hoteliku w którym przebywał. Postanowił przespać się w napotkanej szopie. Kwadrans przed dwunastą obudził się i spostrzegł przed sobą kobiecą postać. Stwierdził, że to kurtyzana i spędzi u niej noc. Podążył więc za nią. Doprowadziła go jednak pod opactwo Saint-Denis i zniknęła. Robotnik chciał zawrócić, ale pojawiło się przed nim widmo Henryka IV. Przerażony cofał się i wpadł do dołu. Miał wrażenie, że wszyscy pochowani tam królowie powstali i zaczęli go okładać berłami i mieczami łamiąc mu kości.
Doktor przerywa opowieść Lenoira i nadaje jej logiczne wytłumaczenie. Lenoir jednak prosi o cierpliwość i kontynuuje.
Około 20 stycznia 1794 roku otworzono dwa pozostałe grobowce. Dozorca spędzał ostatnią noc w kaplicy. O północy obudziły go dźwięki organów i religijne śpiewy. Ze zdumieniem obserwował ceremonię pogrzebową. Na jej koniec zjawa giermka zawołała trzykrotnie: ,,Król umarł, niech żyje król!”, a widmo marszałka złamało swą laskę na znak rozwiązania domu królewskiego. Po tym wszystko ucichło, a postacie dostojników królewskich znikły. Nazajutrz dozorca opowiedział o wszystkim Lenoirowi. Przepowiednia ta spełniła się trzydzieści lat później, 20 września 1824 roku obaj mężczyźni uczestniczyli w ceremonii pochówku Ludwika XVIII, takiej samej jak w widzeniu dozorcy.
Doktor milczał skonsternowany. Odezwał się ksiądz Moulle, który stwierdził, że opowieść potwierdza jego poglądy o tym, iż ludzie żyją pośród sił dobra i zła. Wątpliwości doktora przekonują go do opowiedzenia, o tym co mu się kiedyś przytrafiło.
Rezydował kiedyś w kościele pod wezwaniem Matki Boskiej. Jedną z jego najgorliwszych penitentek była żona bandyty – Artifaille’a. W roku 1783 w nocy z Wielkiego Czwartku na Piątek zmęczony kapłan zasnął w konfesjonale. Obudził go hałas. Zauważył w ciemności postać przy ołtarzu. Był to właśnie ów słynny bandyta. Chciał ukraść kielich, monstrancje i figurkę Matki Boskiej. Ksiądz powstrzymał go oferując pieniądze w zamian za niedokonanie kradzieży. Bandyta jednak po chwili je zwrócił i poprosił o jakąś relikwię, którą mógłby pocałować przed śmiercią, aby wyjednać sobie łaskę zbawienia. Moulle oddaje mu swój cudowny medalik. Rok później ksiądz udaje się do swojej chorej matki, kiedy wraca do swej parafii dowiaduje się o egzekucji Artifaille’a. Udaje się z wizytą do jego żony. Ta oznajmia mu, że bandyta zmarł bez spowiedzi, ponieważ chciał to uczynić tylko u księdza Moulle, przepowiedział też, że ksiądz odwiedzi ją jeszcze tego samego wieczora. Wdowa prosi by kapłan udał się do zwłok jej męża i pomodlił się. Ksiądz wyrusza w stronę szubienic. Nagle zauważa człowieka, który wspina się po drabinie w stronę jednego z wisielców. Nagle usłyszał krzyk oba ciała zaczęły się ze sobą szamotać. Jedno spadło, a drugie zawisło. Pobiegł na ratunek. Odciął sznur i ze zdumieniem spojrzał na kata. Ten opowiedział mu jak to chciał ukraść medalik, a kiedy zdjął go z trupa, ciało ożyło i powiesiło go w swoje miejsce. Ksiądz stwierdza, że to siła nieczysta zawładnęła trupem. Zwraca mu medalik. Z ciała wydobywa się krzyk. Nakazuje katu jeszcze raz powiesić trupa, po czym razem odmawiają modlitwy. Rano do kapłana przychodzi żona bandyty, aby podziękować. Mówi, że o północy ukazał się jej mąż i powiedział: „Pójdziesz jutro do księdza Moulle i oświadczysz, że dzięki niemu i Matce Boskiej jestem uratowany.”
Odzywa się Alliette. Mówi o tym, że jest posiadaczem kamienia filozoficznego i dzięki temu, kiedy jego ciało obumiera dusza wchodzi w inne. Doktor pyta go czy będzie mógł otworzyć jego grób. Alliette zgadza się i oznajmia, że widział kiedyś żywego nieboszczyka.
Wybierał się kiedyś do wód w Louesche. Razem z nim podróżował ksiądz i dwie kobiety. Jedna z nich miała jakieś złe przeczucie, przed wyjazdem długo żegnała się z mężem, wielokrotnie chciała zawrócić. Wieczorem rozkazała by stanęli, ponieważ ktoś pędzi za nimi. Nikt jednak nikogo nie widział. Następnego dnia sytuacja powtórzyła się, tym razem Alliette dostrzegł cień jeźdźca i konia. Ale nigdzie nie było postaci do których należałyby owe cienie. Kobieta wielokrotnie powtarzała, że chce wracać. Kiedy dotarli na miejsce ogłuchła i oślepła. Okazało się, że jej mąż zachorował na zapalenie mózgu. Rozwijało się ono tak szybko, że chory, świadom swego stanu, wysłał konnego posłańca, aby zawiadomił żonę, zalecając jej powrót do domu. Między Lauffen i Breinteinbach koń padł, a jeździec zwalił się, uderzając głową o kamień, i musiał pozostać w oberży. Wysłano więc drugiego kuriera, w pół drogi jednak lawina śnieżna, tocząca się z góry Attels, porwała go z sobą w przepaść. Tymczasem choroba męża postępowała w zastraszający sposób. Trzeba było ogolić głowę choremu, aby stosować okłady z lodu. Umierający napisał do żony: „Droga Berto! Niedługo już umrę, ale nie chcę rozstać się z tobą zupełnie. Każ zrobić sobie bransoletkę z moich obciętych włosów, które poleciłem zachować. Noś ją zawsze i w ten sposób będziemy, jak myślę, nadal złączeni Twój Fryderyk” List ten wręczył trzeciemu posłańcowi, który miał wyjechać zaraz po śmierci chorego. Niedługo później posłaniec ruszył w drogę i przybył po pięciu dniach do Louesche. Wdowa jednak dowiedziała się o wszystkim miesiąc później kiedy jej podwójne kalectwo ustąpiło. Kilka dni później razem z Alliettem wyruszyła w drogę powrotną. Kobieta chciała spełnić ostatnią wolę męża, jednak obcięte włosy zaginęły. Czuła ucisk w nadgarstku w miejscu gdzie powinna znajdować się bransoletka. Postanowiła otworzyć mogiłę męża. Jednak nikt nie wiedział gdzie go pochowano. Wdowa przysiadła na jednej mogile i poczęła oczekiwać jakiegokolwiek znaku. Jej wzrok padł na malunek tańca szkieletów. Miała wrażenie, że Śmierć pokazuje jej kierunek. Rozkazała kopać w tym miejscu. Grabarz uniósł wieko trumny. Zwłoki jej męża wyglądały jak żywe, a jego włosy odrosły. Kobieta odcięła kosmyk, zrobiła bransoletkę i od tamtej chwili ucisk minął. Ilekroć groziło jej niebezpieczeństwo uprzedzał ja o tym uścisk nietypowej biżuterii.
Blada dama zapytała, czy Alliette nie słyszał, że ów nieboszczyk wyszedł z trumny. Alliette zaprzeczył – wyjechał stamtąd. Doktor drwił z kobiety. Ta postanowiła opowiedzieć swoją historię.
W roku 1825 toczyły się między Polską i Rosją walki. Jej bracia polegli. Ojciec postanowił, że wyśle ją do klasztoru Sahastru w Karpatach, aby tam znalazła schronienie. Wyruszyła z częścią jego ludzi. Po dziesięciu dniach, kiedy już zbliżali się do celu napadli na nich górale. Kiedy już tylko czterech jej obrońców zostało przy życiu, herszt bandytów krzyknął coś i wyciągnął w jej stronę szablę. W tej samej chwili wpadł jakiś młody mężczyzna i krzyknął: „Dość!”. Okazało się, że to brat herszta. Udali się razem na zamek. Kostaki – bo tak zwał się dowódca bandytów, uznał kobietę za swoją własność. Jego starszy brat – Gregoriska wypytał dziewczynę o pochodzenie i okoliczności jej przybycia w te strony. Zapytała czy może udać się w dalszą drogę – zaprzeczył – zamek należał do niego i tu była bezpieczna, w lesie Kostaki mógł zrobić wszystko. Przedstawił ją matce – księżnej Brankowan i obiecał, że ta uchroni dziewczynę przed zakusami Kostaki. Od tamtej chwili zamieszkała na zamku. Obaj bracia zakochali się w niej. Kostaki oznajmił, że raczej ja zabije, niż ustąpi komukolwiek. Gregoriska otoczył ja troskliwością i względami. W ciągu trzech miesięcy Kostaki wielokrotnie powtarzał, że ją kocha. Gregoriska milczał, jednak to właśnie w nim się zakochała. Ich matka wyraźnie popierała Kostaki i powtarzała wciąż: „Kostaki kocha Jadwigę”. Pewnego dnia Gregoriska składa Jadwidze propozycję wspólnej ucieczki. Wyznają sobie miłość. Następnego wieczoru, chwilę po tym jak Gregoriska wyruszył przygotować konie do ucieczki, Kostaki pędzi gdzieś konno. O godzinie dziewiątej Jadwiga zasiada do wieczerzy razem z matką mężczyzn. Po chwili rozlega się tętent jednego konia. Do stołu zasiada Gregoriska. Matka pyta go o Kostaki. Ten milczy. Księżna wypytuje służbę, która odpowiada, że gdzieś pojechał. Gregoriska oznajmia, że nic nie wie, bo nie wyruszyli razem. Chwilę później powraca samotny wierzchowiec należący do Kostaki. Siodło jest pokryte krwią. Służba wyrusza na poszukiwania. Niedługo potem wracają z ciałem. Na piersi znajduje się rana, zadana mieczem. Księżna wymusza na Gregoriska przysięgę zemsty za brata. Jadwiga wie, że ściąga zagładę sam na siebie. Kiedy wypowiada słowa przysięgi, dziewczyna dostrzega utkwione w nią oczy trupa. Nazajutrz odbywa się pogrzeb. Jadwiga jest przerażona, księżna myśli, że to wskutek żałoby po Kostaki – którego kochała. W nocy dziewczyna dziwnie się czuje. Jej ciałem wstrząsa dreszcz, potem ogarnia ją senność. Opada na łóżko i słyszy kroki. W pewnej chwili czuje ból w szyi i zapada w letarg. Kiedy się budzi zauważa koło tętnicy znak ukłucia. Rano czuje się osłabiona, jest straszliwie blada. Historia powtarza się. Pewnego dnia zjawia się u niej Gregoriska. Oznajmia, że wstąpi do klasztoru. Ta obiecuje, że będzie się za niego modlić, ale raczej niezbyt długo, bo czuje, że umiera. Gregoriska przygląda się jej badawczo. Ta opowiada mu wszystko. Mężczyzna pyta czy słyszała kiedyś o wampirach, ta odpowiada twierdząco. Gregoriska przyrzeka, że ją uratuje. Aby to uczynić muszą zawrzeć związek małżeński. Po ceremonii wracają na zamek. Mężczyzna daje Jadwidze poświęcony bukszpan, ma go cały czas trzymać i modlić się. O północy zjawia się Kostaki. Jest blady, jego włosy ociekają krwią, cuchnie trupem. Próbuje się zbliżyć do Jadwigi, jednak coś go powstrzymuje. Gregoriska rozkazuje mu powiedzieć prawdę. To Kostaki rzucił się na jego miecz, wobec czego nie jest winny zbrodni bratobójstwa. Gregoriska nakazuje mu odejść. Kostaki oświadcza, że tylko razem z Jadwigą. Jednak jej mąż oświadcza, że teraz należy ona tylko do niego i przykłada miecz do rany brata. Ten cofa się, i tak idą, aż do jego grobu. Gregoriska pyta go czy okaże skruchę. Kostaki zaprzecza. Wywiązuje się walka. Wampir ginie. Chwilę po tym Gregoriska zaczyna umierać – walczył ze śmiercią i do śmierci należy. Nakazuje by zebrała ziemię przesiąkniętą krwią Kostaki i przyłożyła do swojej rany. Mówi by wyjechała i całuje ją po raz ostatni. Przybywają mnisi i chowają braci razem – chrześcijanin strzeże potępieńca. Tydzień później Jadwiga pożegnawszy się z księżną wyrusza do Francji.